# Drosophila lucipennis
Drosophila lucipennis este o specie de muște din genul Drosophila, familia Drosophilidae, descrisă de Lin în anul 1972. Conform Catalogue of Life specia Drosophila lucipennis nu are subspecii cunoscute.